# Hariharpur Birta
Hariharpur Birta (en népalais : हरिहरपुर बिर्ता) est un comité de développement villageois du Népal situé dans le district de Parsa. Au recensement de 2011, il comptait 2 969 habitants.